# Elisabetta d'Asburgo-Lorena
Elisabetta d'Asburgo-Lorena (nome completo: Elizabeth Charlotte Alphonsa Christina Theresia Antonia Josepha Roberta Ottonia Franziska Isabelle Pia Markus d'Aviano von Habsburg-Lothringen; Madrid, 31 maggio 1922 – Waldstein, 6 gennaio 1993) fu un membro della Casa d'Asburgo-Lorena, figlia ultimogenita di Carlo I, ultimo imperatore d'Austria, e della moglie, l'imperatrice Zita di Borbone-Parma.

## Famiglia e infanzia
Elisabetta nacque postuma il 31 maggio 1922; suo padre, Carlo I, deposto nel 1918, si era ammalato di polmonite e ne era morto il 1º aprile 1922. Dopo la sua morte, la moglie incinta, Zita, venne invitata da Alfonso XIII di Spagna a vivere nella penisola iberica; essa diede quindi alla luce la piccola Elisabetta nel palazzo reale di El Pardo, a Madrid. La bambina venne chiamata come l'imperatrice Sissi, moglie di Francesco Giuseppe d'Austria; il padre aveva scelto il nome con grande anticipo, intuendo che il nascituro sarebbe stato di sesso femminile. Elisabetta fu quindi l'ultima di otto figli: cinque fratelli (Otto, Roberto, Felice, Carlo Ludovico e Rodolfo) e due sorelle (Adelaide e Carlotta).
Su invito di re Alfonso XIII, la sua famiglia stabilì la propria residenza nel Palacio Uribarren a Lekeitio, sul golfo di Biscaglia; per i seguenti sei anni l'ex imperatrice visse quindi a Lekeitio, dove si dedicò a crescere ed educare i propri figli. Le loro lezioni seguivano un rigido schema e la maggior parte erano dedicate ad Otto, man mano decrescendo secondo l'età, cosicché Elisabetta aveva il carico di lavoro minore. La madre amava ritrarli in fotografie in ordine di grandezza, con Otto ad una estremità ed Elisabetta all'altra. La famiglia imperiale deposta doveva accontentarsi di finanze limitate, vivendo principalmente delle entrate derivanti da proprietà private in Austria e dai proventi di un vigneto a Johannisberg, in Assia, nonché da offerte volontarie; in ogni caso, altri membri in esilio della dinastia asburgica reclamavano parte di questo denaro e c'erano regolari richieste d'aiuto da parte di ex funzionari imperiali.
Nel 1929 la famiglia di Elisabetta si trasferì a Steenokkerzeel, una piccola cittadina belga nei pressi di Bruxelles; dal momento che avevano dei parenti stretti in Belgio, i fratelli maggiori di Elisabetta decisero di frequentarvi l'università. Essi vennero costretti a fuggire nel 1940, quando le truppe tedesche invasero il Belgio; scamparono all'uccisione durante un bombardamento della loro residenza e così si rifugiarono nel castello francese di Bostz del principe Saverio di Borbone-Parma, fratello di Zita.
Con l'avvento al potere del governo collaborazionista di Philippe Pétain, gli Asburgo fuggirono verso il confine spagnolo, raggiungendolo il 18 maggio; si trasferirono quindi in Portogallo, dove il governo statunitense garantì loro i visti d'ingresso il 9 luglio. Dopo un periglioso viaggio arrivarono a New York il 27 luglio, stabilendosi a Long Island e poi a Newark, nel New Jersey; ad un certo punto, Zita e alcuni dei suoi figli vissero come ospiti a Tuxedo Park, a Suffern (stato di New York).
I rifugiati imperiali austriaci si stabilirono infine nel Québec, che aveva il vantaggio di essere una provincia di lingua francese: i figli più piccoli, tra cui Elisabetta, non erano ancora in grado di parlare fluentemente inglese. A causa dell'invasione tedesca nel 1940 la famiglia fuggì in Canada, dove Elisabetta studiò economia e scienze sociali all'Université Laval di Quebec City. Dal momento che non riuscivano a incassare i redditi provenienti dall'Europa, le loro finanze furono ulteriormente ridimensionate: l'imperatrice Zita arrivò a dover preparare l'insalata e altre preparazioni a base di spinaci con il tarassaco. I fratelli di Elisabetta erano in ogni caso coinvolti nello sforzo bellico: Otto si fece promotore del ruolo della dinastia nell'Europa post-bellica e si incontrava regolarmente con Franklin Delano Roosevelt; Roberto era il rappresentante degli Asburgo a Londra; Carlo Ludovico e Felice entrarono nell'esercito statunitense, prestando servizio assieme ad altri austriaci nati in America della nobile famiglia Mauerer; Rodolfo riuscì invece a introdursi in Austria durante gli ultimi giorni di guerra per aiutare ad organizzare la resistenza.

## Matrimonio
Il 12 settembre 1949 l'arciduchessa Elisabetta sposò il principe Enrico del Liechtenstein (1916-1991), a Lignières; lo sposo era un figlio del principe Alfredo del Liechtenstein, a sua volta figlio del principe Alfredo e della principessa Teresa Maria di Oettingen-Oettingen, e quindi cugino del principe regnante Francesco Giuseppe II.
Elisabetta ed Enrico ebbero cinque figli:
- Vincenzo Carlo Alfredo Maria Michele (Graz, 30 luglio 1950 – 14 gennaio 2008): sposò Hélène de Cossé-Brissac, da cui divorziò nel 1991, avendone discendenza; nel 1999 sposò Roberta Valeri Manera, da cui non ebbe figli;
- Michele Carlo Alfredo Maria Felice Maurizio (Graz, 10 ottobre 1951): nel 1986 ha sposato Hildegard Berta Peters; ha avuto discendenza;
- Carlotta Maria Benedetta Eleonora Adelaide (Graz, 3 luglio 1953): nel 1979 ha sposato Pieter Kenyon Fleming-Voltelyn van der Byl, da cui ha avuto discendenza;
- Cristoforo Carlo Alfredo Maria Michele Ugo Ignazio (Graz, 11 aprile 1956), celibe e senza figli;
- Carlo Maria Alfredo Michele Giorgio (31 agosto 1957), anch'egli non sposato e senza figli.

## Titoli nobiliari
- 31 maggio 1922 – 12 settembre 1949: Sua Altezza Imperiale e Reale Elisabetta, Principessa Imperiale e Arciduchessa d'Austria, Principessa Reale d'Ungheria e Boemia
- 12 settembre 1949 – 6 gennaio 1993: Sua Altezza Imperiale e Reale Elisabetta, Principessa del Liechtenstein, Principessa Imperiale e Arciduchessa d'Austria, Principessa Reale d'Ungheria e Boemia

## Antenati
|                                   |                    |                                           | Genitori                                    |  |  | Nonni |  |  | Bisnonni                        |  |  | Trisnonni                        |  |
|                                   |                    |                                           |                                             |  |  |       |  |  | Carlo Ludovico d'Asburgo-Lorena |  |  | Francesco Carlo d'Asburgo-Lorena |  |
|                                   |                    |                                           |                                             |  |  |       |  |  | Carlo Ludovico d'Asburgo-Lorena |  |  | Francesco Carlo d'Asburgo-Lorena |  |
|                                   |                    | Sofia di Baviera                          |                                             |  |  |       |  |  | Carlo Ludovico d'Asburgo-Lorena |  |  |                                  |  |
| Ottone Francesco d'Asburgo-Lorena |                    |                                           |                                             |  |  |       |  |  | Carlo Ludovico d'Asburgo-Lorena |  |  |                                  |  |
|                                   |                    | Maria Annunziata di Borbone-Due Sicilie   | Ferdinando II delle Due Sicilie             |  |  |       |  |  |                                 |  |  |                                  |  |
|                                   |                    | Maria Annunziata di Borbone-Due Sicilie   | Ferdinando II delle Due Sicilie             |  |  |       |  |  |                                 |  |  |                                  |  |
|                                   |                    | Maria Annunziata di Borbone-Due Sicilie   | Maria Teresa d'Asburgo-Teschen              |  |  |       |  |  |                                 |  |  |                                  |  |
| Carlo I d'Austria                 |                    | Maria Annunziata di Borbone-Due Sicilie   |                                             |  |  |       |  |  |                                 |  |  |                                  |  |
|                                   |                    | Giorgio di Sassonia                       | Giovanni di Sassonia                        |  |  |       |  |  |                                 |  |  |                                  |  |
|                                   |                    | Giorgio di Sassonia                       | Giovanni di Sassonia                        |  |  |       |  |  |                                 |  |  |                                  |  |
|                                   |                    | Giorgio di Sassonia                       | Amalia Augusta di Baviera                   |  |  |       |  |  |                                 |  |  |                                  |  |
| Maria Giuseppina di Sassonia      |                    | Giorgio di Sassonia                       |                                             |  |  |       |  |  |                                 |  |  |                                  |  |
|                                   |                    | Maria Anna Ferdinanda di Braganza         | Ferdinando II del Portogallo                |  |  |       |  |  |                                 |  |  |                                  |  |
|                                   |                    | Maria Anna Ferdinanda di Braganza         | Ferdinando II del Portogallo                |  |  |       |  |  |                                 |  |  |                                  |  |
|                                   |                    | Maria Anna Ferdinanda di Braganza         | Maria II del Portogallo                     |  |  |       |  |  |                                 |  |  |                                  |  |
| Elisabetta d'Asburgo-Lorena       |                    | Maria Anna Ferdinanda di Braganza         |                                             |  |  |       |  |  |                                 |  |  |                                  |  |
|                                   | Carlo III di Parma | Carlo II di Parma                         |                                             |  |  |       |  |  |                                 |  |  |                                  |  |
|                                   | Carlo III di Parma | Carlo II di Parma                         |                                             |  |  |       |  |  |                                 |  |  |                                  |  |
|                                   | Carlo III di Parma | Maria Teresa di Savoia                    |                                             |  |  |       |  |  |                                 |  |  |                                  |  |
| Roberto I di Parma                | Carlo III di Parma |                                           |                                             |  |  |       |  |  |                                 |  |  |                                  |  |
|                                   |                    | Luisa Maria di Borbone-Francia            | Carlo di Borbone-Francia                    |  |  |       |  |  |                                 |  |  |                                  |  |
|                                   |                    | Luisa Maria di Borbone-Francia            | Carlo di Borbone-Francia                    |  |  |       |  |  |                                 |  |  |                                  |  |
|                                   |                    | Luisa Maria di Borbone-Francia            | Carolina di Borbone-Due Sicilie             |  |  |       |  |  |                                 |  |  |                                  |  |
| Zita di Borbone-Parma             |                    | Luisa Maria di Borbone-Francia            |                                             |  |  |       |  |  |                                 |  |  |                                  |  |
|                                   |                    | Michele del Portogallo                    | Giovanni VI del Portogallo                  |  |  |       |  |  |                                 |  |  |                                  |  |
|                                   |                    | Michele del Portogallo                    | Giovanni VI del Portogallo                  |  |  |       |  |  |                                 |  |  |                                  |  |
|                                   |                    | Michele del Portogallo                    | Carlotta Gioacchina di Borbone-Spagna       |  |  |       |  |  |                                 |  |  |                                  |  |
| Maria Antonia di Braganza         |                    | Michele del Portogallo                    |                                             |  |  |       |  |  |                                 |  |  |                                  |  |
|                                   |                    | Adelaide di Löwenstein-Wertheim-Rosenberg | Costantino di Löwenstein-Wertheim-Rosenberg |  |  |       |  |  |                                 |  |  |                                  |  |
|                                   |                    | Adelaide di Löwenstein-Wertheim-Rosenberg | Costantino di Löwenstein-Wertheim-Rosenberg |  |  |       |  |  |                                 |  |  |                                  |  |
|                                   |                    | Adelaide di Löwenstein-Wertheim-Rosenberg | Agnese di Hohenlohe-Langenburg              |  |  |       |  |  |                                 |  |  |                                  |  |
|                                   |                    | Adelaide di Löwenstein-Wertheim-Rosenberg |                                             |  |  |       |  |  |                                 |  |  |                                  |  |